# Nusantara

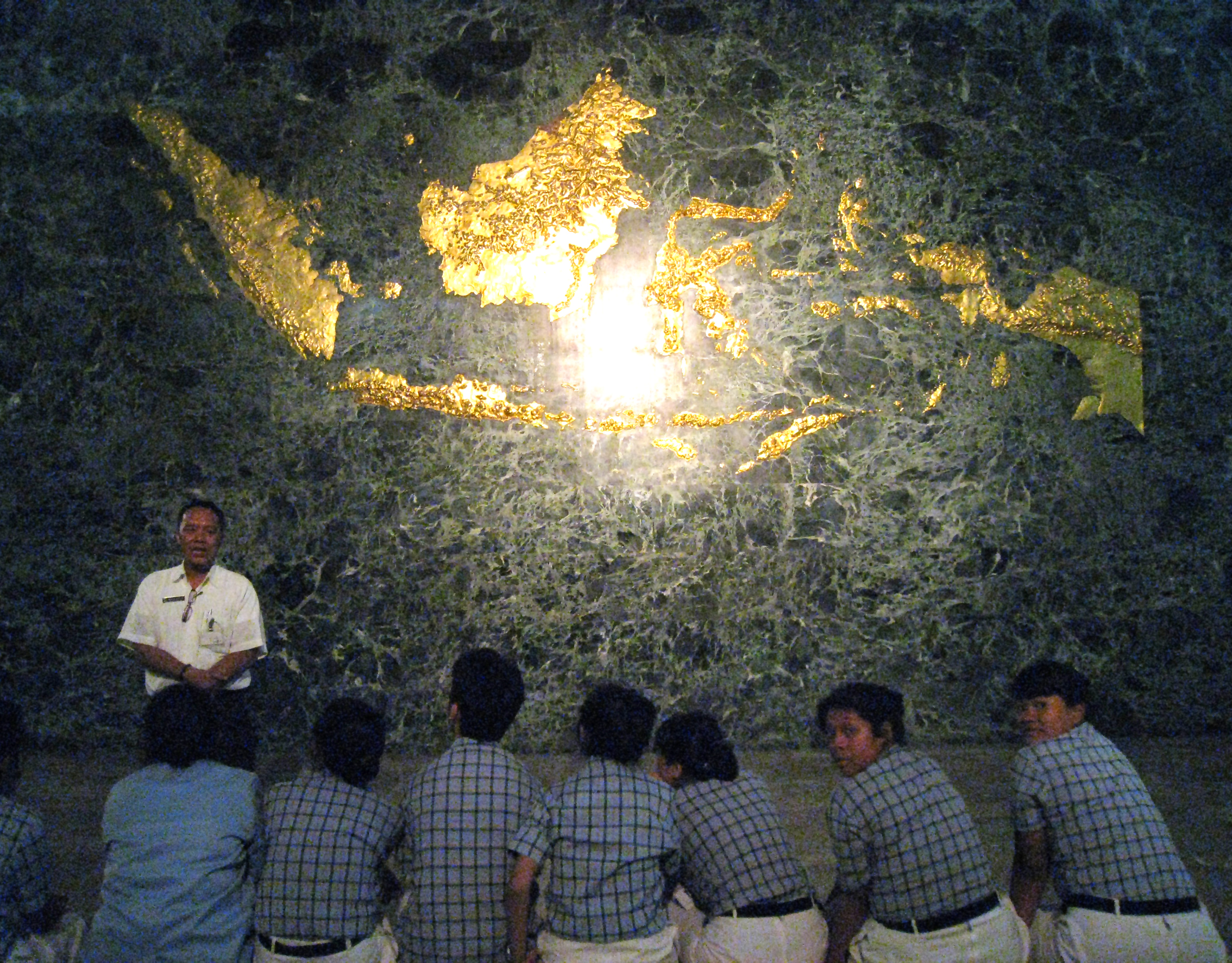
Una mappa raffigurante l'arcipelago indonesiano (incluse le nazioni straniere) nella sala dell'Indipendenza del monumento nazionale indonesiano, a Giacarta.

Nusantara (letteralmente "isole esterne" in giavanese antico) è il nome indonesiano dell'arcipelago malese o di alcune sue isole. Nell'Indonesia moderna il termine viene utilizzato per riferirsi all'arcipelago.

## Origine
Il termine Nusantara deriva da un giuramento del condottiero Gajah Mada del 1336, come è scritto nelle antiche cronache giavanesi Pararaton e Nagarakretagama. Gajah Mada fu un celebre generale e primo ministro di Majapahit a cui vengono attribuite l'unificazione dell'arcipelago e l'aver portato l'impero al suo apice. Egli pronunciò un giuramento, il Sumpah Palapa, nel quale giurò che non avrebbe mangiato alcun alimento a base di spezie finché non avesse conquistato Nusantara per l'impero di Majapahit.

La massima espansione e le zone d'influenza dell'impero di Majapahit nel XIV secolo.

Il concetto di Nusantara come regione unita, tuttavia, non venne inventato da Gajah Mada. Già nel 1275, Kertanegara di Singhasari adoperò il termine Cakravala Mandala Dvipantara per riferirsi all'arcipelago del sud-est asiatico. Dvipantara è un termine sanscrito che significa "isole intermedie" e si ricollega a Nusantara, in quanto dvipa e nusa significano entrambi "isola". Kertanegara immaginò l'unione dei regni del sud-est asiatico sotto Singhasari come un baluardo contro l'ascesa della dinastia Yuan in Cina.
Nel 1920, l'attivista Ernest Douwes Dekker, anche noto come Setiabudi, propose Nusantara come nome dell'Indonesia indipendente così da non contenere alcuna parola collegata etimologicamente con il nome dell'India o delle Indie orientali ("Indonesia" deriva dal greco nēsos, "isola", e "India", quindi non si tratta di un'etimologia locale).

## Utilizzo moderno

### Indonesia
In lingua indonesiana moderna Nusantara è un sinonimo dell'arcipelago indonesiano o del territorio nazionale dell'Indonesia. In questo senso, il termine esclude la Malaysia, Singapore, il Brunei, Timor Est e le Filippine. Nel 1967, nacque il concetto di Wawasan Nusantara, o "prospettiva delle isole esterne", che riguarda lo stato indonesiano, le isole e il mare che lo circondano sotto alcuni aspetti di unità socio-culturale, linguistica, politica ed economica.

### Fuori dell'Indonesia
In Brunei, Malaisia, e Singapore il termine si riferisce in generale all'arcipelago malese o al mondo malese (in malese: Alam Melayu), che include queste nazioni.
Nusantara si riferisce alla sfera d'influenza delle isole di lingua e cultura malese che comprendono l'Indonesia, la Malaysia, Singapore, la Thailandia meridionale, le Filippine, Brunei, Timor Est e forse anche il Taiwan, ma non l'area della Papua Nuova Guinea.